# مينو سيمونز
كان مينو سيمونز (Menno Simons) (من 1496م؛ حتى 31 يناير 1561م)مناديا بتجديد العماد قائدًا دينيًا من فرايزلاند (Friesland) إقليم البلدان المنخفضة. وكان معاصرًا لدعاة الإصلاحات البروتستانتية وأصبح أتباعه معروفين باسم المينويتز. يعد «مينو سيمونز» (‎/ˈmɛno: ˈsimɔns/‏) اسمًا مشتقًا من الهولندية؛ واسمه الفريزي الفعليّ هو مينيه سيمينز (‎/ˈmɪnə ˈsimn̩s/‏)، وهو معنى اسم الأب أو الأسرة «مينن، ابن سيمين».[بحاجة لمصدر]

## فترة الطفولة
وُلِدَ مينو سيمونز في عام 1496 في ويتمارسوم، فرايزلاند، الإمبراطورية الرومانية المقدسة. نشأ في بيئة ريفية فقيرة، ولكن المعروف بشأن طفولته وعائلته قليل جدًا. ولابد أن كان اسم والده سيمون، سيمون كاسم عائلي؛ وكان له أخ يسمى بيتر (Pieter).
نشأ سيمونز في بلد تمزقها الحرب ويحيط بها اليأس. خُرّبت فرايزلاند بحربٍ في أواخر القرن الخامس عشر وأوائل القرن السادس عشر. سكن جنود لاندسكنيشت الأراضي الفريزية في تسعينيات القرن الخامس عشر لإجبار الفريزيين «الأحرار» على قبول دوق ساكسونيا-ميسين كرئيسٍ لدولتهم. وكان الدوق حاكمًا في هولندا لعائلة هابسبورغ. وقام واحدٌ من ألدّ أعداء هابسبورغ وهو دوق جيولدرز بغزو فرايزلاند في عام 1515 واحتلَّ نصفها. وتنازلت ساكسونيا عن النصف الآخر لهابسبورغ. حاول الفريزيون استعادة حريتهم ولكنهم كانوا ضعفاء جدًا وفي النهاية قبلوا السلطة الإمبراطورية لإمبراطور هابسبورغ شارل الخامس (Charles V).[بحاجة لمصدر]
تعلم سيمونز اللاتينية وبعضًا من الإغريقية وكان يتعلم من آباء الكنيسة اللاتينيين أثناء تدريبه ليصبح قسا. ولم يقرأ الكتاب المقدس أبدًا، سواء قبل أو أثناء تدريبه على الكهنوت، بسبب خوفه من أن يتأثر سلبًا بها. وعندما كان يتذكر لاحقًا هذه الفترة في حياته، كان ينعت نفسه بالغباء.

## الكنيسة الكاثوليكية الرومانية
عُيّن سيمونز قسًا كاثوليكيا رومانيا في عام 1515 أو 1516 في مدينة أوترخت (Utrecht). ثم عُيّن قسيسا في قرية والده بينجچوم (Pingjum) (1524).
نحو عام 1526 أو 1527، دفعت الأسئلة التي أحاطت مذهب التبديل (تبديل الخبز والنبيذ المستخدمين في السر المقدس بجسد ودم يسوع) مينو سيمونز للبدء في بحث جاد ومتعمق ل الكتاب المقدس، الذي اعترف بأنه لم يدرسه من قبل، حتى عندما أصبح قسًّا. وفي هذا الوقت وصل إلى ما أطلق البعض عليه مصطلح وضع «الإنجيلية إنسانية».
جاءت معرفة مينو الأولى لمفهوم «إعادةالمعمودية» -التي قال إنها «بدت غريبة جدًا له»- في عام 1531. جاء هذا من خلال وسائل استماع قطع رأس سيك فريركس سنيچدر (Sicke Freerks Snijder) في ليوواردن بسبب «إعادة معموديته». ترك بحث متجدد للكتاب المقدس على مينو سيمونز انطباع الاعتقاد بأن معمودية الرضع ليست في الكتاب المقدس. وناقش سيمونز المسألة مع قسّه وبحث آباء الكنيسة وقرأ أعمال مارتن لوثر (Martin Luther) وهاينريش بولينجر (Heinrich Bullinger). في حين استمرار التفكير في هذه المسألة، تم نقله إلى ويتمارسوم. وهنا وصل إلى اتصال مباشر مع قائلي تجديد المعمودية والوعظ وممارسة «معمودية المؤمن». لاحقًا، ظهر بعضٌ من تابعي مونستريت أيضًا. وعندما نظر إليهم باعتبارهم ضاليين ومتعصبين، انجذب إلى حماستهم ووجهات نظرهم للكتاب المقدس والكنيسة والتّلمذة. عندما كان أخوه بيتر بين مجموعة من قائلي تجديد العماد قُتِلَ بالقرب من بولسوارد في عام 1535، ومرَّ مينو بأزمة روحية وعقلية. وقال إنه «صلّى للرب بالتنهدات والدموع لدرجة أنه أعطاني -آثمًا حزينًا- نعمةً من نعم الرب وخلق قلبًا نظيفًا بداخلي ومشكورًا من خلال فضائل دم المسيح القرمزي اللون، وكان سيتكرم بمغفرة خطاياي وحياتي غير المربحة...»

## قائلو تجديد العماد

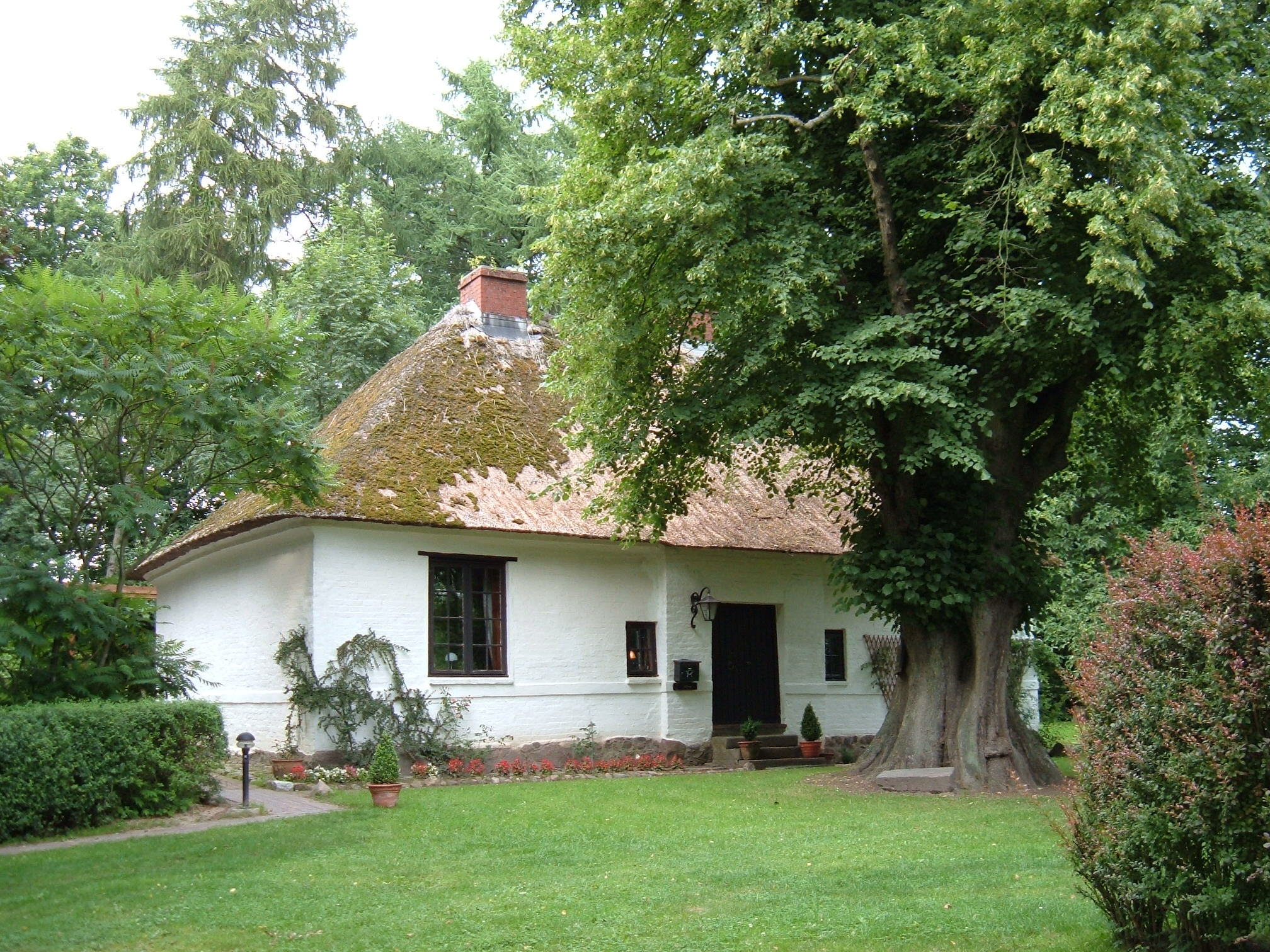
المنزل بقرب باد أولديسلو الذي اعتقد مينو سيمونز أنه عمل فيه

رفض مينو سيمونز الكنيسة الكاثوليكية والقسوسة في 12 يناير 1536، مُدليًا بالكثير مع قائلي تجديد العماد. ويعد التاريخ الدقيق لمعموديته الجديدة غير معروف، ولكنه من المحتمل أنه تعمّد بعد فترة ليست طويلة من مغادرة ويتمارسوم في بداية عام 1536. وبحلول أكتوبر 1536 كان ارتباطه بالقول بتجديد العماد معروفًا بشكل جيد، لأنه في هذا الشهر تم القبض على هيرمان (Herman) وجريت جينس (Gerrit Jans) واتهامهم بالتعرض لسيمونز. وعيّنه أوب فيليبس (Obbe Philips) حوالي عام 1537. كان أوب وأخوه -ديرك فيليبس (Dirk Philips)- من بين التابعين السلميين لميلشيور هوفمان (Melchior Hoffman) (من أكثر التابعين متطرف لهوفمان قيامًا بالمشاركة في تمرد مونستر). إنه كان هوفمان الذي قدم أول طائفة قائلة بتجديد العماد ذاتية الاستدامة في هولندا، عندما تعلم ومارس تعميد المؤمنين في إمدن في شرق فريزيا. رفض مينو سيمونز العنف الذي نادت به حركة مونستر، معتقدًا أنه ليس متعلقًا بالكتاب المقدس. وكان اللاهوت الخاص به مرتكزًا على الانفصال عن هذا العالم، وعلى المعمودية التي ترمز التوبة إليها.
| مينو سيمونز                                                   | For true evangelical faith...cannot lie dormant; but manifests itself in all righteousness and works of love; it...clothes the naked; feeds the hungry; consoles the afflicted; shelters the miserable; aids and consoles all the oppressed; returns good for evil; serves those that injure it; prays for those that persecute it." | مينو سيمونز |
| — Menno Simons، Why I Do Not Cease Teaching and Writing, 1539 | |             |

بزغ مينو بوضوح لكي يصبح من ذوي النفوذ. قبل عام 1540، كان ديفيد چوريس (David Joris) -قائل تجديد العماد لمجموعة «الملهمين» المتنوعة- القائد الأكثر نفوذًا في هولندا. وبحلول عام 1544، كان المصطلح مينونيت أو مينيست يُستخدم في الخطاب للإشارة إلى قائلي تجديد العماد الهولنديين.[بحاجة لمصدر]
وبعد خمس وعشرين عامًا من نبذه للكاثوليكية، توفي مينو في 31 يناير 1561 في وستنفيلد، هولستين، وتم دفنه في حديقة منزله. كان متزوجًا من امرأة تدعى جيرتود Gertude، وكان لديهم ثلاثة أطفال على الأقل؛ ابنتان وابن.[بحاجة لمصدر]

## علم اللاهوت
كان تأثير مينو سيمونز على القول بتجديد العماد في البلدان المنخفضة كبير جدًا لدرجة أن المؤرخ المعمّد ويليام إستب (William Estep) اقترح أنه تم تقسيم تاريخهم إلى ثلاث فترات: «قبل مينو وفي ظل حياة مينو وبعد مينو». يعد مينو هامًا بشكل خاص بسبب انضمامه إلى حركة القول بتجديد العماد في الشمال في أيامها الأكثر اضطرابًا وكان يساعد هذه الحركة ليس فقط لكي يدعمها وإنما أيضًا ليجعل منها حركة إصلاح راديكالي قادرة على البقاء.[بحاجة لمصدر]

### الحرمان الكنسي
يقارن جيروليمون (1995) تعاليم مينو سيمونز بتعاليم المُصلح البروتستانتي چون كالڨن (1509-64)، مع التركيز على مسألة الحرمان الكنسي. يؤكد هذا التحليل اللاهوتي التناقضات الحادة بين القائدين في أربعة مباديء أساسية: على الإجراءات التي تؤدي إلى الحرمان الكنسي وعلى شدة العقوبات المفروضة على المحروم كنسيًا وعلى استعادة الفرد التائب وعلى العقوبة المدنية. ويعتقد كلٌ من كالڨن ومينو -كل قائد لأجنحة متميزة للإصلاح- أن هذا الشكل المتطرف للمبدأ ضروري من أجل وظيفة الكنيسة في المجتمع، ويوافقون على الأسس الأساسية للحرمان الكنسي كما هو مُعبّر عنه في العهد الجديد. ومع ذلك، تصوّر مينو تطبيق التأنيب الرسمي كعملية تديرها هيئة الكنيسة بأكملها ضد أي خطيئة؛ وحفظ كالڨن الحرمان الكنسي للخطايا الصارمة خاصة كما حددته جماعة القساوسة والمجلس الكنسي. ومن بين خلافات أخرى، وافق كالڨن على العقوبة المدنية لأشكال معينة من عدم الاعتقاد؛ في حين أن قام مينو بالدعوة إلى الانفصال الصارم بين الكنيسة والدولة. واختلفوا بشكل تام في وجهات النظر حول سبب ضرورة انضباط الكنيسة. رأى سيمونز الإنسان في الصورة الكمالية التي يمكن بلوغها بعد التحويل، في حين أن أكّد كالڨن اللاهوت الأغسطسي لفسوق الإنسان.

### عروس المسيح
رسم مينو سيمونز كثيرًا من صور عروس المسيح من الكتاب المقدس عندما تصوّر كنيسة جديدة أثناء أوائل القرن السابع عشر. وجد في أغنية الكتاب المقدس سفر نشيد الأنشاد وصفًا للعلاقة بين الكنيسة الطاهرة والمسيح، وهي علاقة لا يقتصر تطبيقها على الكنيسة الإصلاحية فقط، بل وأيضًا على الزواج الدنيوي بين الرجل والمرأة. ومثل العروس في الأغاني، يجب على المرأة أن تقع في حب كامل وإخلاص وسيتم تطهيرها من شرها الطبيعي عن طريق الاتصال مع زوجها. ولم يُغيّر مينو النظرة التقليدية للعلاقات بين الرجال والنساء ولكنه وضع تبعية المرأة والحالة اللاجنسية في صورة مثالية.

### تعميد الرُضّع
أصر القائلون بتجديد العماد على تعميد البالغين. وعلى النقيض من ذلك، دافع مارتن لوثر (Martin Luther) عن تعميد الرُضّع؛ ونبع هذا من نظرته للكنيسة باعتبارها واقعًا شاملاً في مجتمع مسيحي بصورة مثالية. أسند مينو سيمونز رفضه لتعميد الرُضّع بناءً على مبدأ الكنيسة كمجموعة منضبطة من الأفراد الذين وهبوا حياتهم للمسيح طواعية. وعرض التقديس كعملية مستمرة مدى الحياة والتي لا تفنى تمامًا من وجود الخطيئة من الحياة.

### السلام
برغم من قيام بعض القائلين بتجديد العماد في أمستردام ومونستر في القرن السادس عشر بالمشاركة في تجاوزات، أصبح المينونيتس الهولنديون عمومًا أتقياء ومسالمين. وهناك حاجة إلى تفسير هذا التحول، وقد تكمن الإجابة في تحول مينو من كونه قسًّا كاثوليكيًا ومدافعًا إلى مُصلح قائل بتجديد العماد سلميًّا- تحولاً متصلاً بعلاقاته بالمونستريتس المتطرفين والميلشيوريتس السلميين. في عام 1539، ذكر مينو سيمونز أثناء تعميده المسيحي امتناعه عن الاشتراك في المنازعات، التي ربما نبعت من امتناعه لعدة سنوات عن إعلان اقتناعاته الحقيقية.

### الزهد
رفض مينو سيمونز الزهد من حيث الممارسة التقليدية للانسحاب الاجتماعي والإهانة وإنكار الذات. ومع ذلك، اقترح اللاهوتي التاريخي ريتشارد ڨالانتاسيس (Richard Valantasis) أنه لا يجب أن يكون الزهد مُحددًا في تلك الممارسات المادية ولكن في مجموعة من الأنشطة التي صُممت لإعادة تأسيس علاقات اجتماعية بين الفرد والبيئة الاجتماعية السائدة عبر الذاتية الجديدة والعلاقات الاجتماعية المختلفة والكون الرمزي البديل. يعتبر لاهوت سيمونز زهدًا وفقًا لتعريف ڨالانتاسيس لأن هذا اللاهوت يستخدم هذه الأساليب لإعادة هيكلة علاقة قائلي تجديد العماد بالمجتمع «الدنيوي».

## أعماله
- تأسيس المذهب المسيحي (من 1539 حتى 1540؛ تأسيس المذهب المسيحي)[13]
- القيامة الروحية (التقويمية عام 1536؛ القيامة الروحية)
- الميلاد الجديد (التقويمية عام 1537؛ الميلاد الجديد)
- التأمل في المزمور الخامس والعشرين (التقويمية عام 1538؛ التأمل في المزمور الخامس والعشرين)

## وصلات خارجية
- مينو سيمونز على موقع الموسوعة البريطانية (الإنجليزية)
- مينو سيمونز على موقع إن إن دي بي (الإنجليزية)

1. ↑  Menno's life. Menno Simons.net. Retrieved on 2009-04-15. نسخة محفوظة 01 ديسمبر 2017 على موقع واي باك مشين.
2. 1 2 3  Menno Simons (1496-1561). Global Anabaptist Mennonite Encyclopedia Online. Retrieved on 2009-04-20. نسخة محفوظة 26 أبريل 2013 على موقع واي باك مشين.
3. ↑  (بالهولندية) Menno Simons' uitgang uit het Pausdom.. المكتبة الرقمية للأدب االهولندي  [لغات أخرى]‏. Retrieved on 2009-04-20. "نسخة مؤرشفة". مؤرشف من الأصل في 2020-04-17. اطلع عليه بتاريخ 2020-05-11.{{استشهاد ويب}}:  صيانة الاستشهاد: BOT: original URL status unknown (link)
4. 1 2   "Mennonites". الموسوعة الكاثوليكية. نيويورك: شركة روبرت أبيلتون. 1913.
5. ↑  "Menno Simon's Renunciation of the Church of Rome". مؤرشف من الأصل في 2016-03-03. اطلع عليه بتاريخ 2007-04-13.
6. 1 2  Gonzalez, J. (1975). A History of Christian Thought. Abingdon Press. ص. 96.
7. ↑  Michael Thomas Girolimon, "John Calvin and Menno Simons on Religious Discipline: A Difference in Degree and Kind," Fides et Historia 1995 27(1): 5-29
8. ↑  Charles Wiley, "'Hand this Man over to Satan': A Comparison of John Calvin and Menno Simons on Excommunication," Fides et Historia 1993 25(3): 16-32
9. ↑  Beth Kreitzer, "Menno Simons and the Bride of Christ," Mennonite Quarterly Review 1996 70(3): 299-318
10. ↑  Egil Grislis, "Martin Luther and Menno Simons on Infant Baptism," Journal of Mennonite Studies 1994 12: 7-25
11. ↑  Abraham Friesen, "Present at the Inception: Menno Simons and the Beginnings of Dutch Anabaptism," Mennonite Quarterly Review 1998 72(3): 351-388
12. ↑  Lawrence J. Altepeter, "The Asceticism of Menno Simons," Mennonite Quarterly Review 1998 72(1): 69-83
13. ↑  Menno's Foundation-Book. Menno Simons.net. Retrieved on 2009-04-15. نسخة محفوظة 01 ديسمبر 2017 على موقع واي باك مشين.